# ساموئل اس. کارول

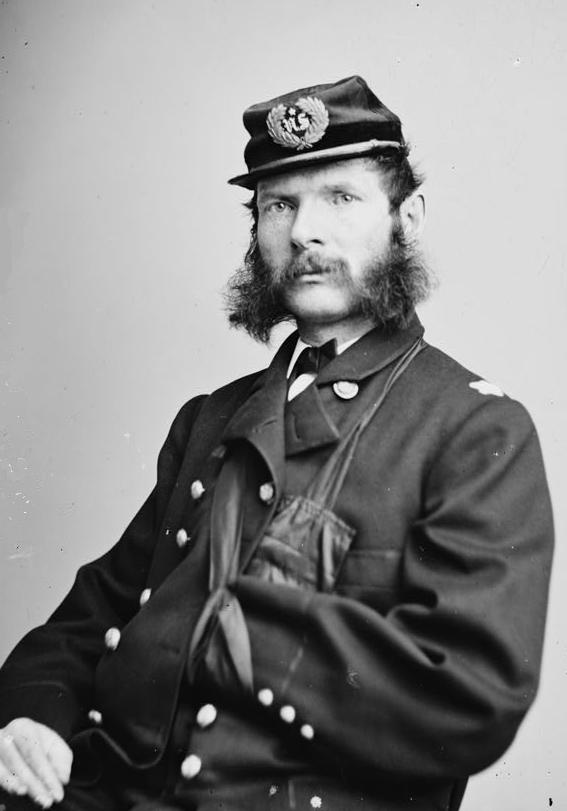
نگارهٔ ساموئل اسپریگ «رد» کارول، افسر آمریکایی

ساموئل اسپریگ «رد» کارول (۲۱ سپتامبر ۱۸۳۲ – ۲۸ ژانویه ۱۸۹۳) افسر کادر ارتش ایالات متحده بود که در طول جنگ داخلی آمریکا به درجه سرتیپی رسید. او بومی مریلند بود و بیشتر به خاطر خدماتش به عنوان فرمانده بریگاد جبل الطارق معروف بود، یک تیپ پیاده نظام در ارتش پوتوماک که نقش کلیدی در دفاع از تپه گورستان در طول نبرد گتیسبورگ و همچنین در دفع بخشی از حمله  شارژ پیکت .

## اوایل زندگی
ساموئل اس. کارول در نزدیکی پارک کنونی تاکوما در مریلند به دنیا آمد. او نوه چارلز کارول از بلیو (۱۷۶۷-۱۸۲۳) (پسر عموی چارلز کارول، امضاکننده اعلامیه استقلال ) بود.  او در مدارس محلی تحصیل کرد، و از کالج سنت جیمز ( مدرسه سنت جیمز )، مریلند،  فارغ التحصیل شد و به کار در آکادمی نظامی ایالات متحده در وست پوینت، نیویورک برگزیده شد. او در کلاس ۱۸۵۶ رتبه ۴۴ از ۴۹ دانشجوی دانشگاه را دریافت کرد و به عنوان ستوان دوم در پیاده نظام برگزیده شد. او قبل از بازگشت به وست پوینت به عنوان فرمانده پست، به وظیفه مرزی در پست های مختلف در غرب قدیمی منصوب شد.
در ۳ سپتامبر ۱۸۵۶ با خانم هلن بنت در سنت لوئیس، میسوری ازدواج کرد. هلن فرزند ارشد ویلیام بنت، یک تاجر برجسته متولد مریلند، و همسرش کاترین دوبوآس بود. آنها سه فرزند شناخته شده داشتند.

## جنگ داخلی
کارول مدت کوتاهی پس از شروع جنگ داخلی در پیاده نظام ایالات متحده ۱۰ام به درجه کاپیتان ارتقا یافت. در دسامبر ۱۸۶۱، به عنوان سرهنگ هشتمین پیاده نظام اوهایو منصوب شد، یک هنگ سه ساله که به طور انحصاری در جبهه شرقی وظیفه داشت. در طول کمپین دره ۱۸۶۲ُ کارول فرماندهی تیپ ۴ را در بخش جیمز شیلدز برعهده داشت. کارول فرماندهی پیشتاز ارتش اتحادیه در نبرد کراس کیز را بر عهده داشت. او برای عملکردش در نبرد کوه سدر مورد ستایش قرار گرفت. او با این تیپ به منطقه ویرجینیای شمالی منتقل شد و در درگیری در نزدیکی رودخانه راپیدان از ناحیه سینه به شدت مجروح شد. او به موقع بهبود یافت تا فرماندهی میدانی خود را در سپاه III قبل از نبرد فردریکزبورگ از سر بگیرد.
در سال ۱۸۶۳، کارول فرماندهی تیپ ۱، لشکر ۳ از سپاه دوم را در نبرد چنسلورزویل بر عهده داشت. در طول روز دوم در گتیسبورگ، اوهایوی هشتم او در امتداد جاده امیتسبورگ درگیر شد، در حالی که سه هنگ دیگر تیپ جبل الطارق، ۱۴ ایندیانا، سرهنگ. جان کونز (191) 4th Ohio, Lieut. سرهنگ لئونارد دبلیو. کارپنتر (۲۹۹) و ویرجینیای غربی هفتم، لیوت. سرهنگ جاناتان اچ. لاک‌وود به کنفدراسیون‌های پیشرو از کارولینای شمالی و ببرهای لوئیزیانا از بخش Jubal Early در دامنه‌های تپه گورستان ضدحمله کرد و آنها را در تاریکی فزاینده به عقب براند. کارول بعداً در طول کمپین ماین ران، تیپ ضعیف خود را در برخی درگیری‌های کوچک رهبری کرد.
کارول در ۱۲ می ۱۸۶۴ به درجه سرتیپی ارتقا یافت. او دو بار در طول کمپین زمینی دو بار زخمی شد، یک بار در نبرد وایلدرنس و بار دیگر در دادگاه اسپاتسیلویانا . پس از بهبودی، او برای مدت کوتاهی فرماندهی وزارت ویرجینیای غربی را بر عهده داشت و بعداً رهبری یک لشکر در ارتش شناندوا را بر عهده داشت.

## حرفه پس از جنگ
وقتی جنگ به پایان رسید، کارول در ارتش منظم پس از جنگ باقی ماند و در بخش بازرس کل خدمت کرد. او همچنان تحت تأثیر جراحات دوران جنگ قرار گرفت و در سال ۱۸۶۹ با درجه سرلشکری از ارتش بازنشسته شد. در اوت ۱۸۸۶، همسرش از او طلاق گرفت.

## مرگ و میراث
در اواخر ژانویه ۱۸۹۳، کارول به ذات الریه مبتلا شد و شش روز بعد در سن ۶۰ سالگی در اقامتگاهش، "بل ویو"، در نزدیکی پارک تاکوما در مریلند درگذشت. مرگ او به دلیل عدم بهبودی کامل از زخم هایش تسریع شد. تشییع جنازه او در کلیسای سنت جان در واشنگتن دی سی برگزار شد. او با افتخارات نظامی کامل در قبرستان اوک هیل در جورج تاون، واشنگتن دی سی به خاک سپرده شد.
در سال ۱۸۶۱، فورت کارول (با نام مستعار بتری کارول Battery Carroll)، در لبه کنگره هایتس در دی‌سی به نام او نامگذاری شد.
خیابان اصلی پارک تاکوما به یاد او خیابان کارول نامگذاری شده است.

## همچنین ببینید
- فهرست ژنرال های جنگ داخلی آمریکا (اتحادیه)
- خانواده کارول